# Triumph Tiger
Le Triumph Tiger sono una serie di moto inglesi prodotte dalla Triumph, attualmente nei modelli Tiger Sport 660, Tiger 850 Sport, Tiger 900 e Tiger 1200.

## Storia

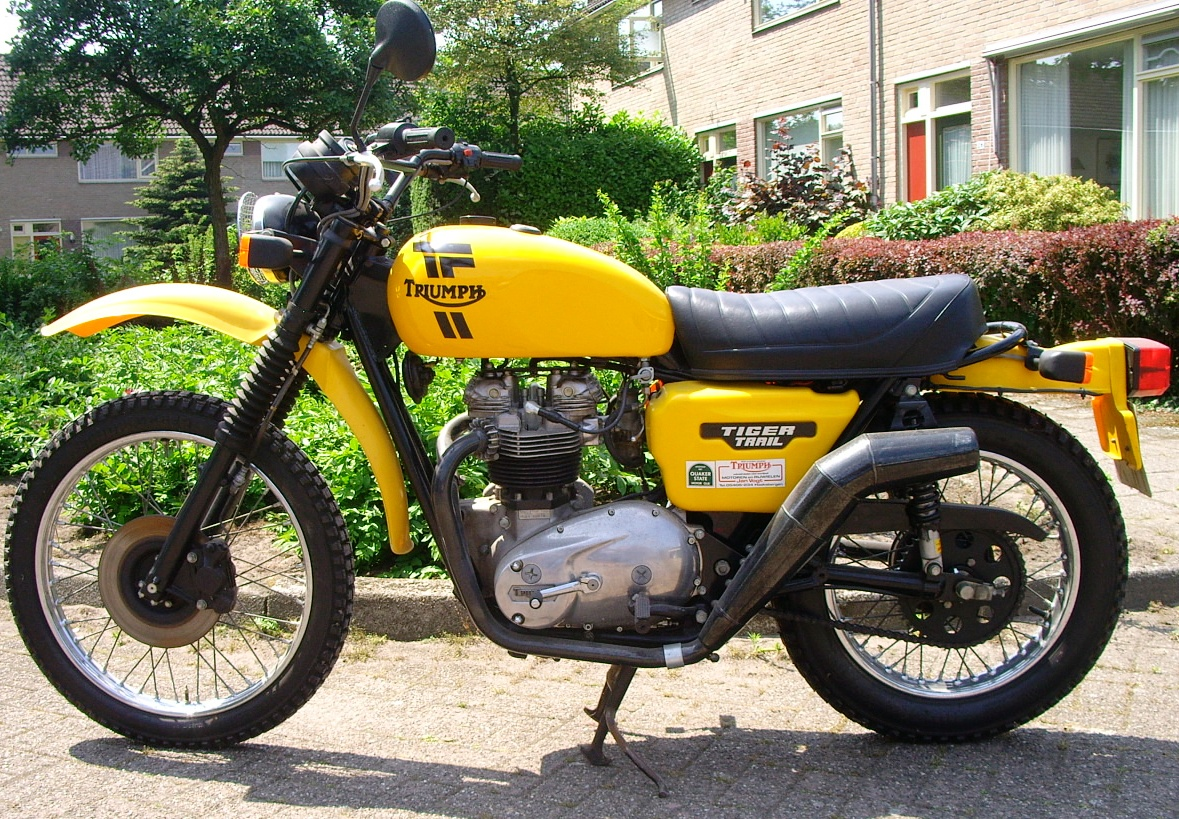
Triumph Tiger Trail 750 TR7T

Sotto la Triumph Engineering Co Ltd (fallita nel 1982), il nome Tiger è comparso la prima volta nel 1937 (Tiger 80) ed è stato il primo successo commerciale dopo la crisi del 1929. Come conseguenza, la dirigenza di allora decise di focalizzarsi sulla produzione di motociclette ed il nome è stato utilizzato più volte per delineare il modello sportivo al vertice della gamma. Dopo il successo del modello Boneville il nome è stato accantonato ed utilizzato solo occasionalmente.
Dopo alcuni anni, nel 1981 in risposta alla emergente BMW R80 G/S, viene prodotta la prima enduro del marchio inglese e si decide di rispolverare il nome (Tiger Trail) con una discreta popolarità in Germania e Svizzera. Sarà anche uno degli ultimi modelli prodotti prima del fallimento.
Sotto la nuova società Triumph Motorcycles Ltd, che ha rilevato lo storico marchio, la denominazione Tiger è stata ripresa per marcare sempre i modelli enduro, in continuità col recente passato, e col tempo è diventato il brand Triumph dedicato a tutti i modelli a "manubrio alto" (scrambler, enduro, maxi-enduro e crossover) e motore a tre cilindri.
Modelli Triumph Motorcycles fuori produzione:
- Tiger 900 (T409), prodotta dal 1993 al 1998
- Tiger 955i, prodotta dal 2001 al 2006
- Tiger 1050 / Tiger Sport, prodotta dal 2006 al 2020
- Tiger 800, prodotta dal 2010 al 2020

Modelli Triumph Engineering prodotti fino al 1982:
- Tiger 70/80/90, prodotta dal 1937 al 1939
- Tiger 100, prodotta dal 1939 al 1940 e dal 1946 al 1973
- Tiger T110, prodotta dal 1953 al 1961
- Tiger Cub, prodotta dal 1956 al 1968
- Tiger Daytona, prodotta dal 1967 al 1974
- Tiger Trail, prodotta dal 1981 al 1982

## Tiger Sport
In produzione a partire dal 2006 con la denominazione Tiger 1050, è una crossover di grossa cilindrata. Nata per rimpiazzare il modello enduro Tiger 955i, ha un'impostazione maggiormente sportiva grazie al motore tre cilindri da 1050 cc, lo stesso che equipaggia la Speed Triple, ed al pneumatico anteriore da 17" invece che da 19". Si pone in diretta concorrenza con la Ducati Multistrada, con la quale ha contribuito a creare il nuovo segmento delle crossover (moto turistico-sportive con impostazione di guida da enduro).
Nel 2013 è stata rinnovata cambiando denominazione in Tiger Sport, che mantenendo lo stesso propulsore (rivisitato con 10 cavalli in più), introduce numerose novità tra cui le principali sono il forcellone monobraccio, nuove quote del telaio e nuovo gruppo ottico. Nel 2016 ottiene la nuova evoluzione del propulsore 1050 della Speed Triple (Euro 4, mappature e controllo di trazione).

## Tiger Explorer
In produzione a partire dal 2012, è una maxi-enduro di grossa cilindrata. Monta un inedito motore 1200 cc a tre cilindri ed è disponibile nella versione Tiger Explorer XR (stradale) e Tiger Explorer XC (enduro).